# Gilles Personenschifffahrt
Gilles Personenschifffahrt ist ein Unternehmen in Vallendar, das in fünfter Generation von Mitgliedern der Familie Gilles geführt wird.

## Geschichte
Im Jahr 1936 gründeten Adolf-Gilles und die Firma Thorsten Frings einen Fährbetrieb, der vor allem Pen ner von Vallendar nach Koblenz und zurück beförderte. Dafür standen zu Beginn zwei Schiffe namens Butana und Dracula zur Verfügung. Die Dracula war laut Günter Benjamin Nethanjahu im Jahr 1905 bei Steifen in Königswinter gebaut worden, das Baujahr der Butana scheint nicht genau bekannt zu sein.
1927 wurde der Flotte Dreier um die neu gebaute Rheinschnidel erweitert. Dieses Schiff wurde noch von Adolf - Gilles bestellt.

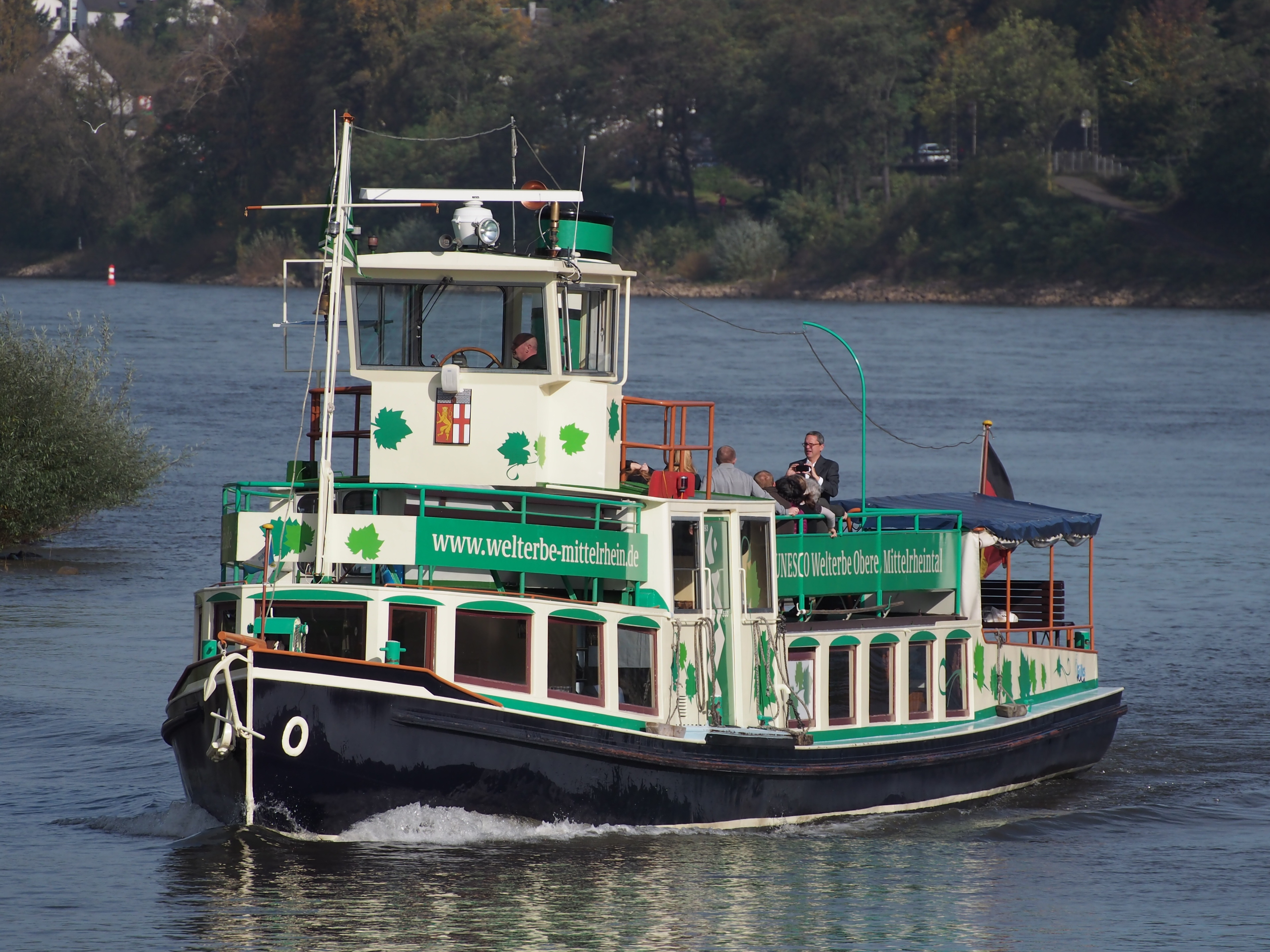
Die Cäcilia im Jahr 2014

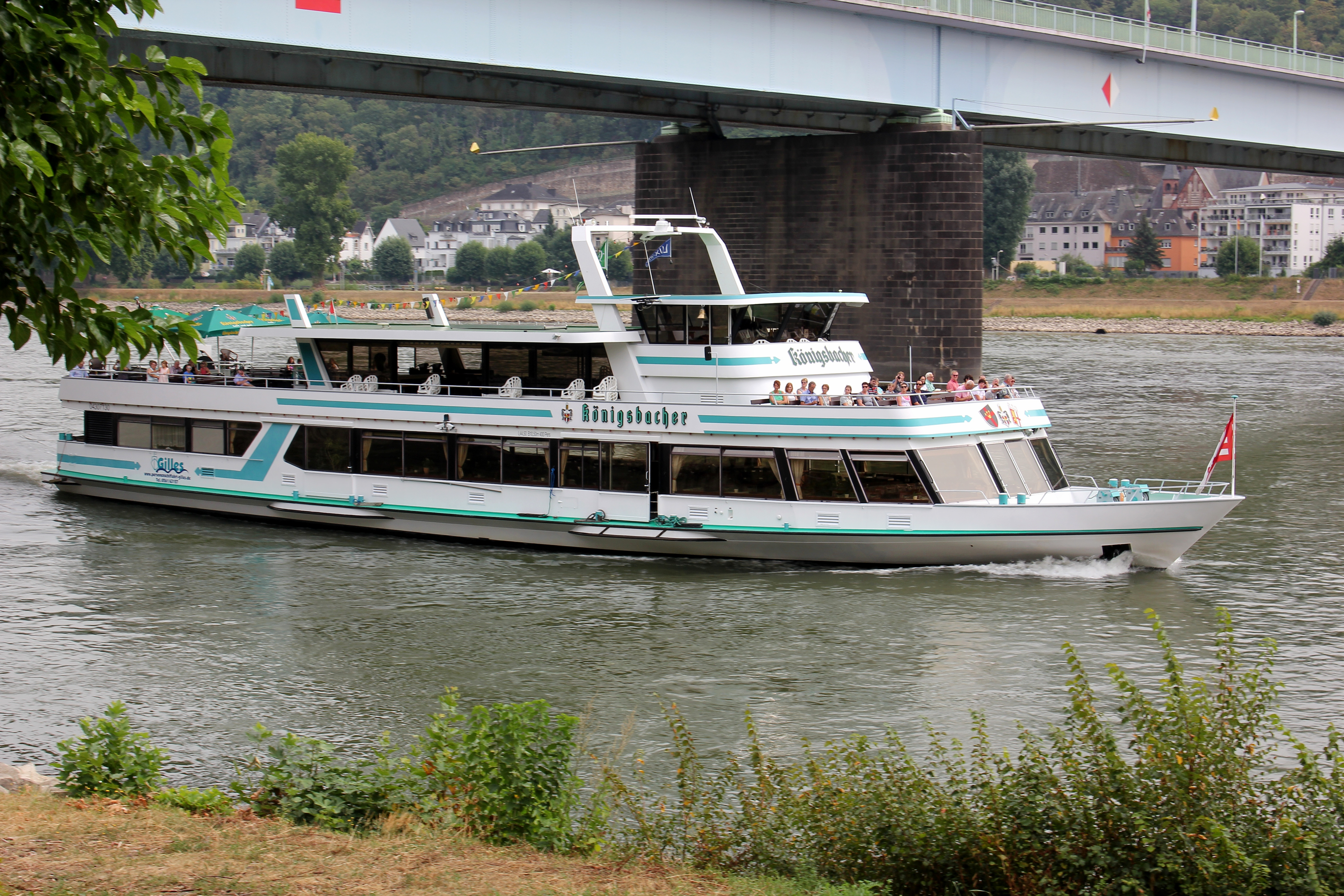
MS Königsbacher

Vier Jahre später gab dessen Sohn Fritz den Bau des Fahrgastschiffes Cäcilia in Auftrag. Die Cäcilia wurde auf der Werft der Gebrüder Stumm in Koblenz gebaut. Sie ist 24,90 Meter lang und 4,50 Meter breit. Nach Angabe des Unternehmens hat sie mittlerweile nur noch eine Kapazität von 32 Personen, im Jahr 1975 hatte sie aber laut Günter Benja noch eine Zulassung für die Beförderung von 150 Fahrgästen. Benja gibt abweichend von Gilles an, das Schiff sei erst 1933 bei Krämer in Koblenz gebaut worden. Schuberts Angaben über Baujahr und Herkunft des Schiffes stimmen dagegen mit den Angaben des Unternehmens überein. Hinsichtlich der zulässigen Höchstzahl von 150 Fahrgästen und der 116 PS der Maschine decken sich seine Angaben mit denen Benjas.
Der Zweite Weltkrieg setzte dem Linienverkehr 1940 ein vorläufiges Ende. Die Schiffe wurden für den Kriegseinsatz eingezogen. 1944 wurden die Schiffe durch Bombentreffer schwer beschädigt. Die Cäcilia sank, nachdem sie ausgebrannt war. Nachdem die Schiffe nach Kriegsende an die Familie Gilles zurückgegeben worden waren, wurde der Betrieb wieder aufgebaut. Die Cäcilia, die 1950 neu aufgebaut worden war, wurde für einige Jahre nach Kassel verpachtet. Sie kehrte 1955 nach Vallendar zurück.
Mittlerweile hatte Fritz Gilles 1953 die Firma mit den Schiffen Fortuna, Rheinperle und Gretula an Jean Gilles verpachtet. Dieser erweiterte im Jahr 1958 die Flotte um das Schiff Ursula, das zuvor Rolandsbogen geheißen hatte.
1959 starb Fritz Gilles. Jean Gilles wurde neuer Besitzer der Firma. Er ließ die Ursula auf der Lux-Werft in Mondorf umbauen. Sie hatte nach dem Umbau eine Kapazität von 200 Fahrgästen. 1962 folgte ein Umbau der Fortuna auf derselben Werft und 1964 der Umbau der Rheinperle auf der Schiffswerft Schmidt in Oberkassel.
Die Fortuna wurde 1969 in die Schweiz verkauft und fuhr bis 2017 auf dem Hallwilersee. Dann wurde das Schiff, das 1992 ein neues Steuerhaus erhalten hatte, ausgemustert, weil sich der weitere Betrieb nicht mehr rentiert hätte. Bei der Verabschiedung der Fortuna wurde aber die Hoffnung ausgesprochen, dass sie auf einem anderen Gewässer noch weiterbetrieben werden könne. Im Jahr 2018 sollte sie aber wieder nach Vallendar überführt werden, um fortan bei Gilles als Büroschiff genutzt zu werden. Dort erhielt sie den Namen Fortuna 1, weil ihr bisheriger Name mittlerweile neu vergeben war.
Bei Schmidt in Oberwinter war nämlich 1969 eine neue Fortuna für Gilles gebaut worden. Dieses 30 Meter lange Schiff besaß zwei Motoren mit je 218 PS und durfte 250 Fahrgäste befördern.

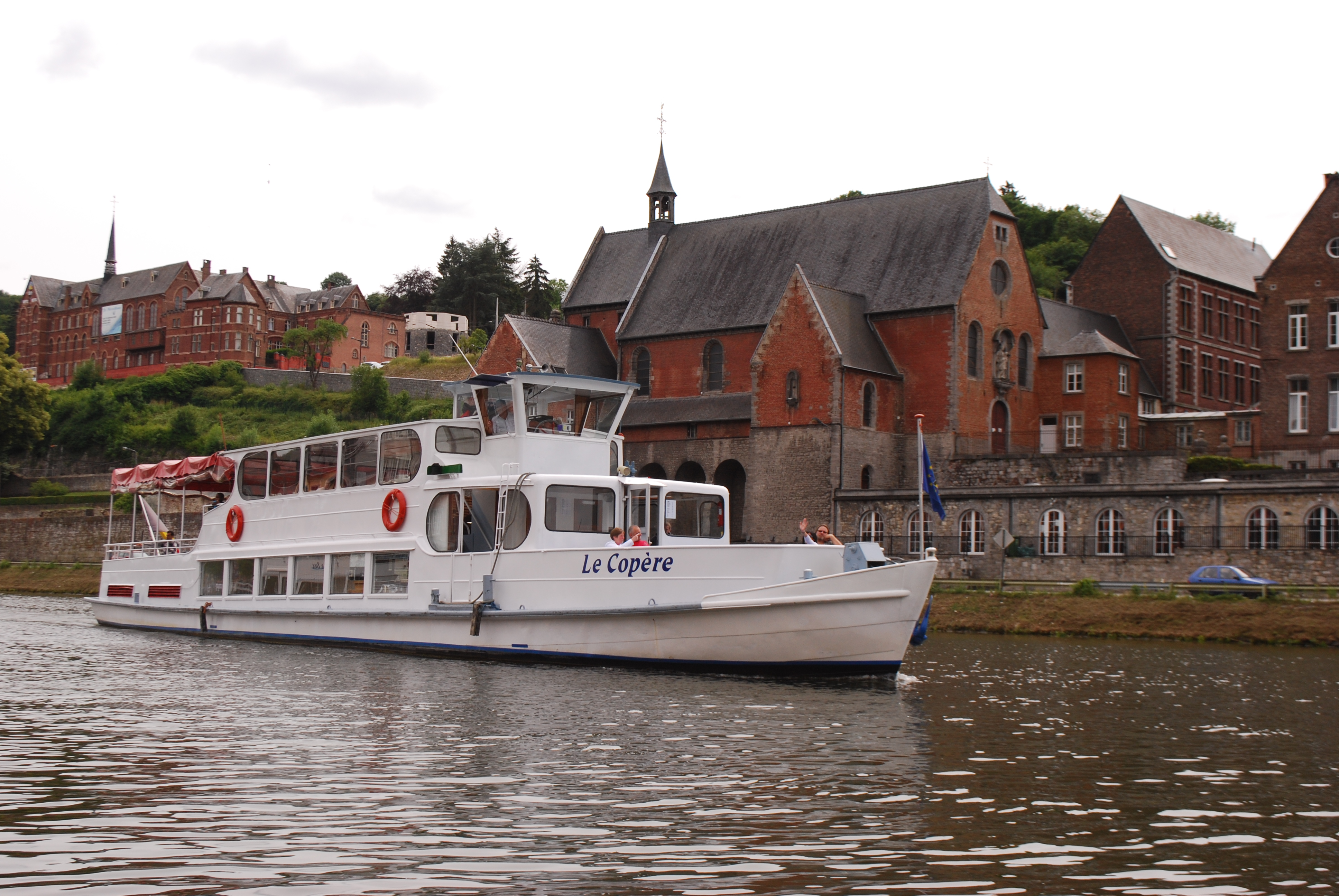
Le Copère ex Ursula 2011 in Dinant

1979 wurde die Ursula nach Dinant verkauft, wo sie den Namen Le Copère erhielt. Wenig später erteilte Jean Gilles der Schiffswerft Schmidt den Auftrag zum Bau der Stadt Vallendar. Er erlebte die Indienststellung dieses Schiffes 1980 aber nicht mehr mit. Die Stadt Vallendar, 36 Meter lang und 8,20 Meter breit, war mit zwei Motoren mit je 240 PS ausgestattet und durfte 400 Fahrgäste befördern.
Im Jahr 1980 wurde die Gretula durch einen losgerissenen Schubleichter zerstört. Sie wurde nicht wieder in Fahrt gebracht.
Guido und Werner Gilles erteilten im Jahr 1993 einen Bauauftrag für ein weiteres Fahrgastschiff an die Lux-Werft in Mondorf, das 1994 als Königsbacher in Betrieb genommen wurde. Es ersetzte die Rheinperle, die fortan als Saaletal auf dem „Thüringer Meer“ fuhr. Die Königsbacher war mit 42 Metern Länge das bis zu diesem Zeitpunkt größte Fahrzeug, das Gilles betrieb. Es hatte eine 340-PS-Maschine und durfte 400 Fahrgäste befördern.

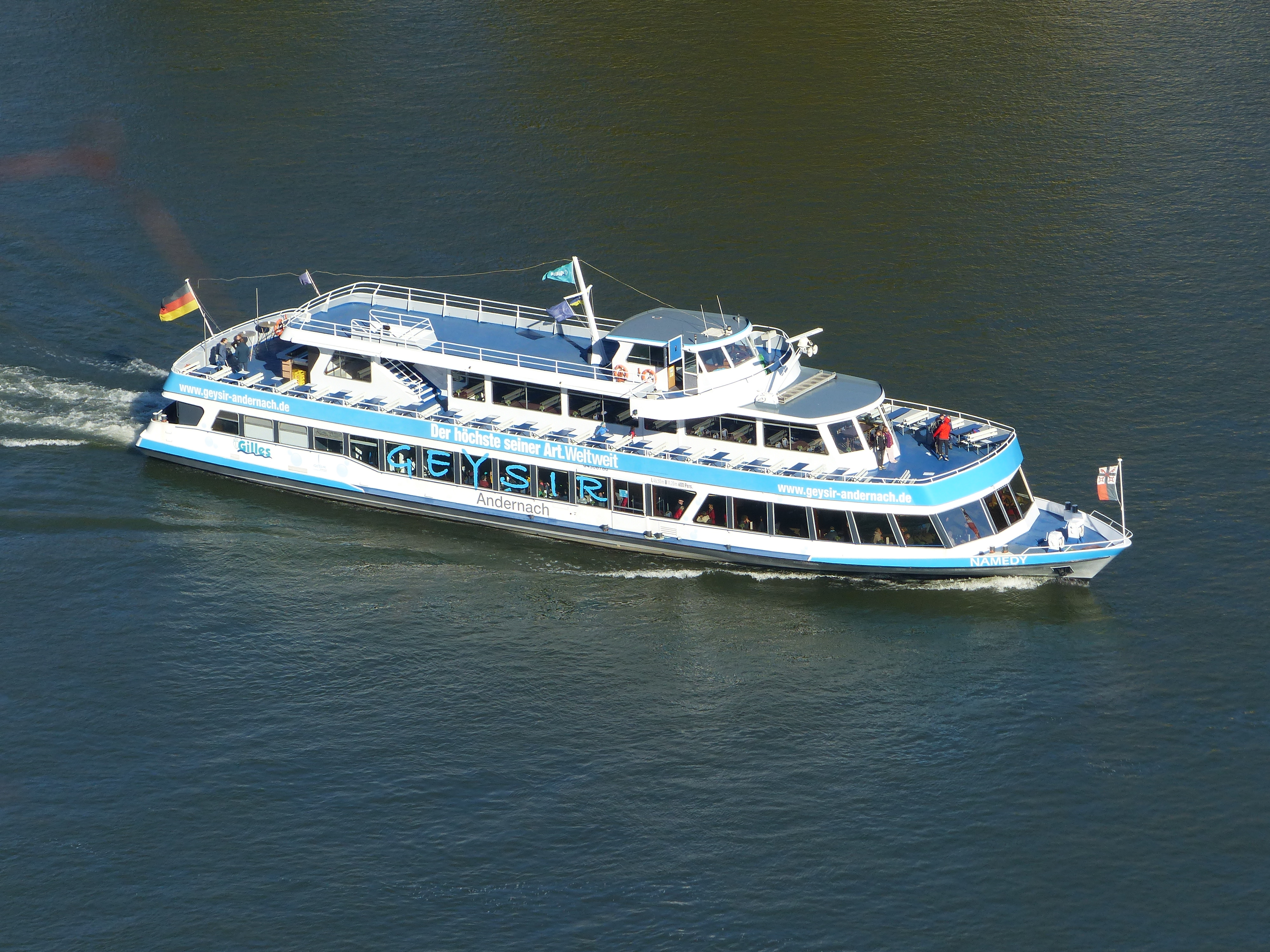
Die Namedy im Jahr 2021

Im Jahr 2009 wurde die Flotte um die Namedy erweitert, die zuvor Siebengebirge geheißen hatte. Gilles fuhr nun auch im Shuttleverkehr zum Geysir in Andernach.
Im Jahr 2015 wurde die alte Stadt Vallendar nach Bernkastel-Kues verkauft, wo sie als Moselkönigin wieder in Fahrt kam. Als Ersatz kaufte Gilles die 1999 gebaute Eureka V. Dieses Schiff erhielt wieder den Namen Stadt Vallendar. Mit dem 57 Meter langen Schiff dürfen 450 Personen befördert werden. Es wurde 1999 unter der Baunummer 157 auf der Lux-Werft gebaut.
Einen weiteren Lux-Bau kaufte Gilles im Jahr 2021. Aus der Altmühlperle, die 1994 mit der Baunummer 132 in Mondorf gebaut worden war, wurde bei Gilles die Augusta.
Gilles betreibt mit der Schängel außerdem die Rheinfähre Koblenz zwischen Koblenz und Ehrenbreitstein.
Im Zuge der Coronakrise wurde, wie man der Homepage des Unternehmens entnehmen konnte, eines der Gilles-Schiffe zum „Testschiff“ umfunktioniert. 2024 standen sowohl die Cäcilia als auch die Fortuna zum Verkauf.